# Andreea Bănică

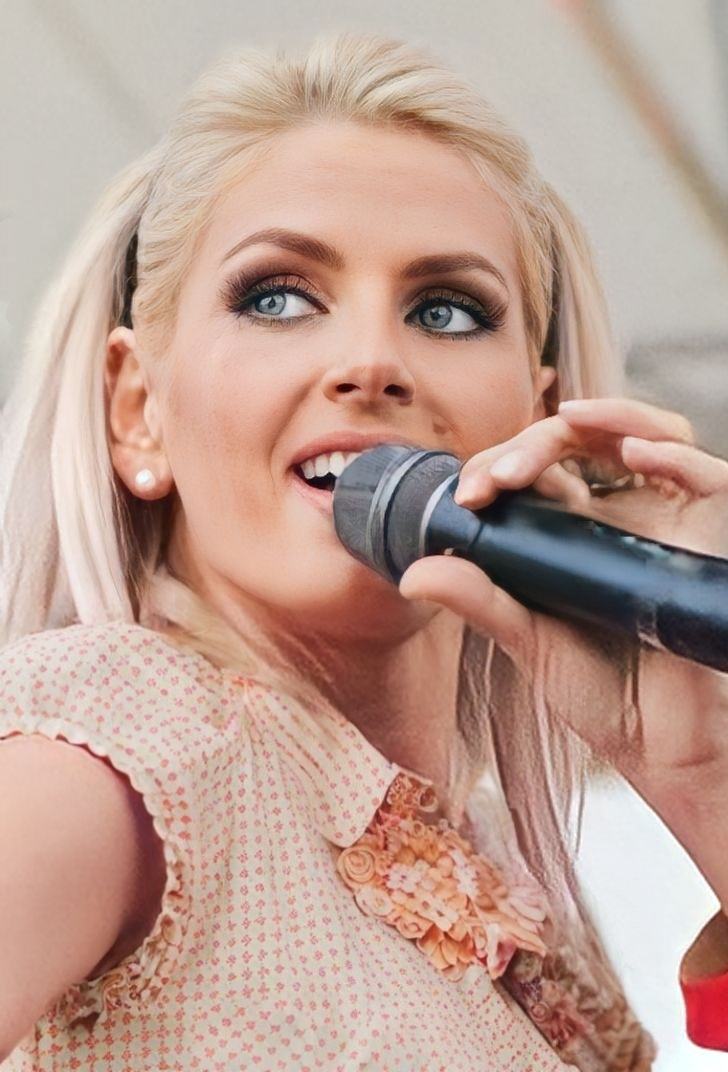
Andreea Bănică 2017

Andreea Bănică (* 21. Juni 1978 in Eforie Sud) ist eine rumänische Pop- und House-Sängerin, Model sowie Tänzerin. Bekannt wurde sie im rumänischen Sprachraum durch das mit Cristina Rus im Jahr 2001 gegründete Duo Blondy, das bis 2005 bestand und mit den Songs Love in Brazil, Sexy, Samba und Shining Heart Chartplatzierungen in den Top Ten in Rumänien, Bulgarien, Griechenland und auch in Russland erreichten.

## Leben

### 1978 bis 1998: Frühes Leben und erste musikalische Erfahrungen
Bănică wurde 1978 in Eforie Sud, einem Stadtteil der Stadt Eforie geboren. Als sie sechs Jahre alt war, trennten sich ihre Eltern und ihre Mutter war fortan alleinerziehend. Bănică hat eine ältere Schwester. Schon im frühen Alter wurde ihr Talent zum Singen entdeckt. Adrian Păunescu wurde auf sie aufmerksam und arrangierte daraufhin für Bănică Auftritte auf lokalen Veranstaltungen und kleineren Konzerten. Zur gleichen Zeit begann sie nebenbei Klavierunterricht und privaten Gesangsunterricht zu nehmen.

### Karrierebeginn mitExotic
Im Jahr 1998 qualifizierte sich Bănică für das Mamaia-Festival, wo sie u. a. auf Claudia Pătrășcanu und Iulia Chelaru traf. Auf deren Vorschlag, ein Pop-Trio unter dem Namen Exotic zu gründen, willigte Bănică ein.
Nach erfolgreichem Vorsingen und überzeugten Produzenten unterschrieben Bănică, Chelaru und Pătrășcanu einen Vertrag bei der Plattenfirma MediaPro Music.
Mithilfe der Produzenten von MediaPro Music entstand das erste Studioalbum Sexxy; mit der gleichnamigen Single lieferte das Trio einen Hit. Danach nahmen die drei Sängerinnen das zweite Album Passional auf, das jedoch keine Platzierung in den Charts erreichen konnte. Nach dem schwindenden Erfolg beschlossen Bănica, Pătrășcanu und Chelaru, Exotic aufzulösen.

### 2001 bis 2005:Blondy
Im Februar 2001 gründete Andreea Bănică zusammen mit Cristina Rus ein weibliches Duo unter dem Namen Blondy.
Die erste Single nach der Gründung wurde unter dem Titel Nu meriți dragostea mea („Du verdienst meine Liebe nicht“) herausgebracht; am 21. Mai desselben Jahres folgte das erste Studioalbum Atât de Aproape („So nahe“). Das Album besitzt  die Genres von elektronischer Popmusik und House, zwei Monate später erschien von selbigem ein Remixalbum.
Das zweite Album O parte din tine („Ein Teil von dir“) wurde am 12. Juni 2002 veröffentlicht. Dieses enthält 16 Titel, darunter 5 Remixes. Die beiden ursprünglich auf dem Album enthaltenen Titel Doar o noapte („Nur eine Nacht“) und  Vreau să mai stai doar o zi („Bleib nur noch einen Tag“) wurden kurz vor der Herausgabe entfernt.
2003 publizierten die beiden Sängerinnen das letzte gemeinsame Studioalbum Dulce și amar („Süß und bitter“), aus dem  ebenfalls zwei Tracks entfernt wurden. Im darauf folgenden Jahr entschied sich Cristina Rus, das Duo zu verlassen und sich einer Solokarriere zu widmen. Bănică veröffentlichte bis 2005 noch unter dem Namen Blondy.
Zwei Jahre später erschien das vierte und letzte Studioalbum Dansez, Dansez („Tanzen, tanzen“), an dem Bănică mit dem Musikproduzenten Laurențiu Duță arbeitete. Das Album erreichte Platz eins in den nationalen Albumcharts und wurde ca. 15.000 Mal verkauft. Danach widmete sie sich ebenfalls ihrer Solokarriere.

### Seit 2005: Solokarriere
Nach dem Ausstieg von Rus wurde das letzte Album Dansez, Dansez noch unter Blondy herausgegeben. Danach legte Bănică diesen Namen endgültig beiseite und produziert und veröffentlicht seit Ende 2005 unter ihrem natürlichen Namen Andreea Bănică.
Nach zwei Jahren feierte sie ein Comeback mit der Single Fiesta, die Platz vier in den Romanian Top Ten erreichte.
Am 25. Mai brachte Bănică ihr zweites Studioalbum Rendez-vous heraus, das wie Dansez, Dansez Platz eins der Charts erklomm und mit einer goldenen Schallplatte ausgezeichnet wurde. Am Album wirkten u. a. der rumänische
Musikproduzent Laurențiu Duță, Marius Moga und der Komponist Taraful din Clejani mit.

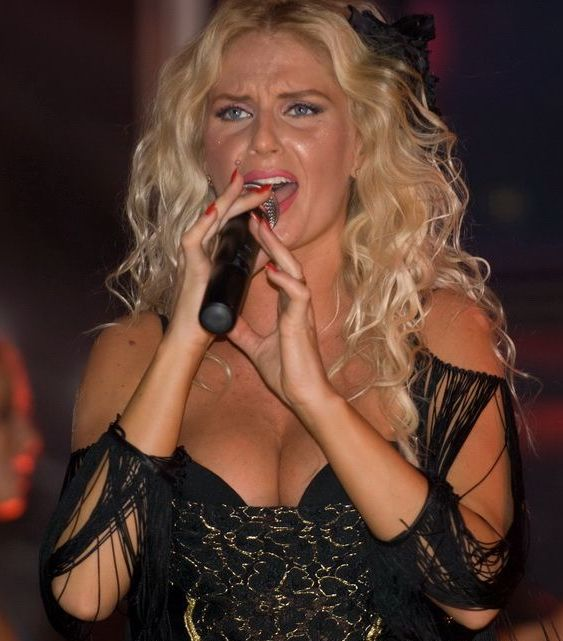
Andreea Bănică 2008

2008 veröffentlichte Bănică die Debütsingle Hooky Song in Zusammenarbeit mit dem Sänger Smiley. Der Song erreichte Platz fünfzehn in den Charts. Der nachfolgende Song Le Ri Ra konnte sich auf Platz drei platzieren.
Im darauf folgenden Jahr arbeitete sie gemeinsam mit dem Sänger Dony an der Single Samba. Nach der Veröffentlichung fuhr das Lied einen kommerziellen Erfolg ein; in ihrem Heimatland sprang Samba auf Platz acht, in Bulgarien auf Platz neun und in Russland sogar auf Platz 62 in den Russian Top Hits.
Das Lied besitzt eine Mischung aus Samba und Rhythm, das Musikvideo ist eine Anlehnung an den berühmten Karneval in Rio de Janeiro.
2010 landete Bănică mit der Single Love in Brazil erneut einen Hit. In Rumänien erreichte der Song den neunten Platz, in Bulgarien  den fünften und in Griechenland ebenfalls den fünften Platz. An der Produktion des Liedes war Adrian Sînă von der Band Akcent beteiligt.
Andreea Bănică stand bis zur Auflösung von Exotic bei MediaPro Music unter Vertrag, wechselte 2001 dann aber zum Plattenlabel Cat Music.

## Persönliches
Seit 1994 ist Bănică mit Lucian Mitrea liiert. Im Sommer 2008 heirateten sie.
Im darauf folgenden Jahr gab sie ihre Schwangerschaft bekannt; ein paar Monate später wurde die gemeinsame Tochter geboren.

## Diskografie
Alben
Mit Blondy
- 2001: Atât de Aproape
- 2002: O parte din tine
- 2003: Dulce și amar
- 2005: Dansez, Dansez (Erstes eigenes Studioalbum, wurde aber noch unter dem Namen Blondy veröffentlicht)

Soloalben
- 2007: Rendez-vous
- 2011: Best Of

Singles
- 2007: Fiesta
- 2007: Rendez-vous
- 2007: Încredere
- 2008: Hooky Song (feat. Smiley)
- 2009: Le Ri Ra
- 2009: Îndrăgostiti
- 2009: Samba (feat. Dony)
- 2010: Love in Brazil
- 2011: Sexy (feat. Play & Win)
- 2011: Electrified
- 2012: Could U
- 2012: Shining Heart (feat. Laurențiu Duță)
- 2013: În lipsa ta (feat. What’s UP)
- 2013: Bumerang (feat. Kio)
- 2014: Rupem boxele (feat. Shift)
- 2014: Dor de mare
- 2014: Acelasi iubit
- 2015: Doi (feat. Keira)
- 2015: Hot de inimi
- 2015: Superou
- 2016: Una palabra (feat. Sunrise Inc.)
- 2016: Rain in July (feat. GEØRGE)
- 2016: Flori de busuioc (feat. Adrian Sînă)
- 2016: Fie că vrei, fie că nu (feat. Oana Radu)
- 2017: Linda (feat. Veo)
- 2017: Departamentul de relații (feat. Uddi)
- 2017: Ce vrei de la mine (feat. Balkan)
- 2018: Egoista (feat. Nonis G.)
- 2019: De Nebună

EPs
- 2010: Love in Brazil

## Tourneen
- Rendez-vous Tour (2007)
- Summer Tour (2010)

## Auszeichnungen
Romanian Music Awards Gewonnen
- 2011: Romanian Music Award for Best Show

Romanian Music Award for Best Pop
- 2010: Für den Song Samba
- 2013: Für den Song În lipsa ta

Romanian Music Award for Best Song
- 2012: Für den Song Shining Heart

Romanian Music Award for Best Video
- 2010: Für den Song und das Musikvideo Samba
- 2011: Für den Song und das Musikvideo Sexy (Radio Edit)
- 2013: Für den Song und das Musikvideo În lipsa ta

Nominiert
Romanian Music Award for Best Dance
- 2012: Für den Song Shining Heart

Romanian Music Award for Best Female
- 2009: Für den Song Samba
- 2011: Für den Song Love in Brazil
- 2012: Für den Song Electrified (Radio Edit)
- 2014: Für den Song Rupem boxele

Romanian Music Award for Best Song
- 2009: Für den Song Samba